# 군포시 갑
군포시 갑은 대한민국의 옛 국회의원 선거구이다. 당시 경기도 군포시의 일부 지역을 관할했다.

## 역사
대한민국 제20대 국회의원 선거를 앞두고 군포시 선거구의 인구 상한선 초과로 인해 갑, 을 선거구로 분구되면서 신설되었다.
대한민국 제21대 국회의원 선거를 앞두고 군포시 갑, 을 선거구가 다시 통합되어 군포시 단일 선거구를 이루게 됨에 따라 폐지되었다.

## 역대 국회의원
| 선거   | 정당 | 정당         | 의원   |
| ------ | ---- | ------------ | ------ |
| 2016년 |      | 더불어민주당 | 김정우 |

## 역대 선거 결과

### 대한민국 제20대 국회의원 선거
|  | 38.51% |

|  | 37.42% |

|  | 21.40% |

|  | 2.65% |